# Porter Hodge
Porter Dene Hodge (Salt Lake City, Utah, 21 de febrero de 2001), más conocido como Porter Hodge, es un jugador profesional estadounidense de béisbol que se desempeña en la posición de lanzador en Chicago Cubs, equipo de las Grandes Ligas de Béisbol (MLB).

## Carrera
En 2024, Hodge hizo su debut en la MLB con el equipo Chicago Cubs, donde lleva jugando una temporada.